# NN-177
La carretera NN‑77 es una vía departamental secundaria ubicada en el departamento de Managua. Tiene una longitud aproximada de 3,67 kilómetros y conecta la comunidad de San Antonio Sur con el sector de Cuatro Esquinas de Ticuantepe, sirviendo de conexión local al sur de la capital.

## Trazado y cruces
| km   | Localidad / Punto             | Departamento | Conexión / Ruta |
| ---- | ----------------------------- | ------------ | --------------- |
| 0,0  | San Antonio Sur               | Managua      | NIC 12          |
| 3,67 | Cuatro Esquinas de Ticuantepe | Managua      | Fin de ruta     |

## Coordenadas
Uno de los tramos de la NN‑77 puede ser encontrado en las coordenadas: 12°00′24″N 86°17′47″O / 12.0068, -86.2964